# صلح‌نامه
صُلح‌نامه آن است که انسان با دیگری سازش کند که مقداری از مال یا منفعت مال خود را ملک او کند، یا از طلب، یا حق خود بگذرد خواه در مقابل عوض باشد یا بدون عوض.
در نظام حقوقی جمهوری اسلامی ایران، صلح‌نامه به عنوان یک قرارداد در مقام حل اختلافات یا به منظور رهایی از اصول و قواعد موجود در خصوص عقود معین مورد استفاده قرار می‌گیرد.

## انواع صلح‌نامه
- صلح‌نامه‌ها از نظر موضوع به دو نوع مختلف و کلی تقسیم می‌شوند:

### صلح‌نامهٔ توافق و سازش
یکی از انواع صلح‌نامه، صلح‌نامه‌ای است که در راستای حل اختلاف میان دو یا چند شخص امضاء می‌شود.

### صلح‌نامهٔ جایگزین قراردادهای دیگر
ممکن است به جای استفاده از قراردادهای خرید و فروش، قرارداد قرض، قرارداد هدیه و … که در قانون شرایط خاصی برای تنظیم و امضای هریک از این قراردادها تعیین شده‌است از صلح‌نامه استفاده گردد.
- صلح‌نامه از نظر هدف به سه نوع مختلف و کلی تقسیم می‌شود:

### صلح عمری
به موجب صلح عمری فرد می‌تواند مالکیت املاک (مانند خانه، زمین و…) و دارائی (مانند خودرو) را به هر فردی اعم از فرزند، فرزندان یا غیر آن انتقال دهد اما حق استفاده از آن ملک و دارایی را تا زمان عمر خود برای خود یا فرد دیگری نگه دارد.

### صلح سکنی
ممکن است مالک آپارتمان، خانه یا باغی برای شخصی دیگر، حق سکونت در ملک خود را برای مدت معینی تعیین نماید.

### صلح رقبی
ممکن است حق استفاده از مالی برای یک مدت معین از طرف مالک برای شخص دیگری محفوظ بماند.

## قانون حاکم
قانون حاکم بر صلح‌نامه قانون مدنی است.